# 타냐 타가크
타냐 타가크  길리스(영어: Tanya Tagaq Gillis, CM, 1975년 5월 5일 ~ )는 캐나다의 스로트 싱어이며, 이누이트인 가수이다.

## 음반 목록
- Sinaa  (2005)
- Auk/Blood (ᐊᐅᒃ) (2008)
- Animism (2014)
- Retribution (2016)